# Пергамское царство
Пергамское царство (др.-греч. Πέργᾰμον) — эллинистическое государство в северо-западной части Малой Азии в 283—133 годах до н. э. Столица — Пергам. Отделилось от Македонии после смерти Лисимаха. Первым правителем Пергамского царства стал евнух Филетер. Во время македонских войн Пергам выступал союзником Рима.
Населяли Пергам различные местные племена (мисийцы, пафлагонцы и др.), а также афиняне и македоняне. В Пергам входил ряд полисов (городов): одни из них были подданными правителей Атталидов, другие обладали автономией. Царь контролировал финансы, назначал стратегов. Наивысшего расцвета царство достигло при Евмене I (263—241 до н. э.) и Евмене II (197—159 до н. э.).
В государстве чеканились серебряные монеты с изображением царей. Цари покровительствовали искусствам, литературе, науке. При дворе Атталидов работали выдающиеся скульпторы. В честь победы Аттала I над галатами в 231 году до н. э. в городе Пергам был сооружён знаменитый Пергамский алтарь. После Сирийской войны Пергамское царство, выступавшее в качестве союзника Рима, в несколько раз увеличило свою территорию за счет Фригии, Ионии, Мисии и Памфилии, отобранных римлянами у Селевкидов, однако в результате превратилось в проводника римского влияния в регионе и фактически стало зависимым от Рима государством.
Постепенно Пергам стал утрачивать значение самостоятельной державы. Аттал III, считавший, очевидно, неизбежным подчинение Пергама Риму, в 133 году до н. э. завещал ему, по всей видимости, своё царство. В результате Пергамской войны римляне уничтожили самостоятельность Пергамского царства. Они создали из основной части его прежних территорий новую римскую провинцию Азия, а некоторые его бывшие владения передали союзным царям и другим римским провинциям.
Пергамское государство было также великим и важным эллинистическим центром культуры и науки. Двор в Пергаме (как и дворы других эллинистических правителей в Александрии и Антиохии) привлекал писателей, философов, архитекторов, скульпторов, художников и ремесленников, став одним из важнейших центров, задающих тон культуре того времени. Здесь располагалась Пергамская библиотека, вторая по величине и значимости библиотека греческого мира (после Александрийской). Здесь значительно развилось искусство скульптуры, известное нам по знаменитым римским копиям вотивных скульптур Аттала I («Умирающий Галл», «Галл, убивающий свою жену») и не менее знаменитому Пергамскому алтарю. Основательская деятельность эллинистических правителей Пергама не ограничивалась только областями своей страны, но и обозначила себя и в самой Греции, что отразилось в постройках, возведенных на Афинском Акрополе и в Дельфах.